# 14. Division (Japanisches Kaiserreich)
Die 14. Division (jap. 第14師団, dai-jūyon shidan) war eine Division des Kaiserlich Japanischen Heeres im Zeitraum von 1905 bis 1945. Ihr Tsūshōgō-Code (militärischer Tarnname) war  Leuchtende Division (照兵団, Shō-heidan).

## Allgemeine Daten
Die 14. Division war, neben der 13., 15. und 16., eine Division, die gegen Ende des Russisch-Japanischen Krieges aufgestellt wurde. Sie sollte
das japanische Heer verstärken, dessen Divisionen zu diesem Zeitpunkt alle in der Mandschurei standen. Der Tarnname der Division war Shōheidan (照兵団, „Leuchtende Division“) und das Hauptquartier der ca. 15.000 Mann starken Division lag in Utsunomiya. Sie wurde hauptsächlich in China und ab 1944 dann auf den Palau-Inseln im Pazifik eingesetzt. Die letzte übergeordnete Einheit der Division war die Südarmee.

## Geschichte der Einheit
Die Division wurde am 6. Juli 1905 als Karree-Division unter dem Kommando von Generalleutnant Tsuchiya Mitsuharu in Kitakyūshū aufgestellt und bestand aus der 27. Brigade (53. und 54. Infanterie-Regiment) und der 28. Brigade (55. und 56. Infanterie-Regiment), sowie dem 14. Kavallerie-Regiment und dem 14. Artillerie-Regiment. Im August 1905 verlegte die Division in die Mandschurei und wurde in die 3. Armee unter General Nogi Maresuke eingegliedert, wo sie für Wachaufgaben auf der Liaodong-Halbinsel zuständig war.
Im September 1907 wurde die Division umgruppiert und das Hauptquartier wurde nach Utsunomiya verlegt. Das 53. Infanterie-Regiment wurde an die 16. Division abgegeben, das 54. Infanterie-Regiment an die 17. Division und die Infanterie-Regimenter 55 und 56 wurden der 18. Division zugeteilt. Stattdessen erhielt die 14. Division das 2., 15., 59. und 66. Infanterie-Regiment.

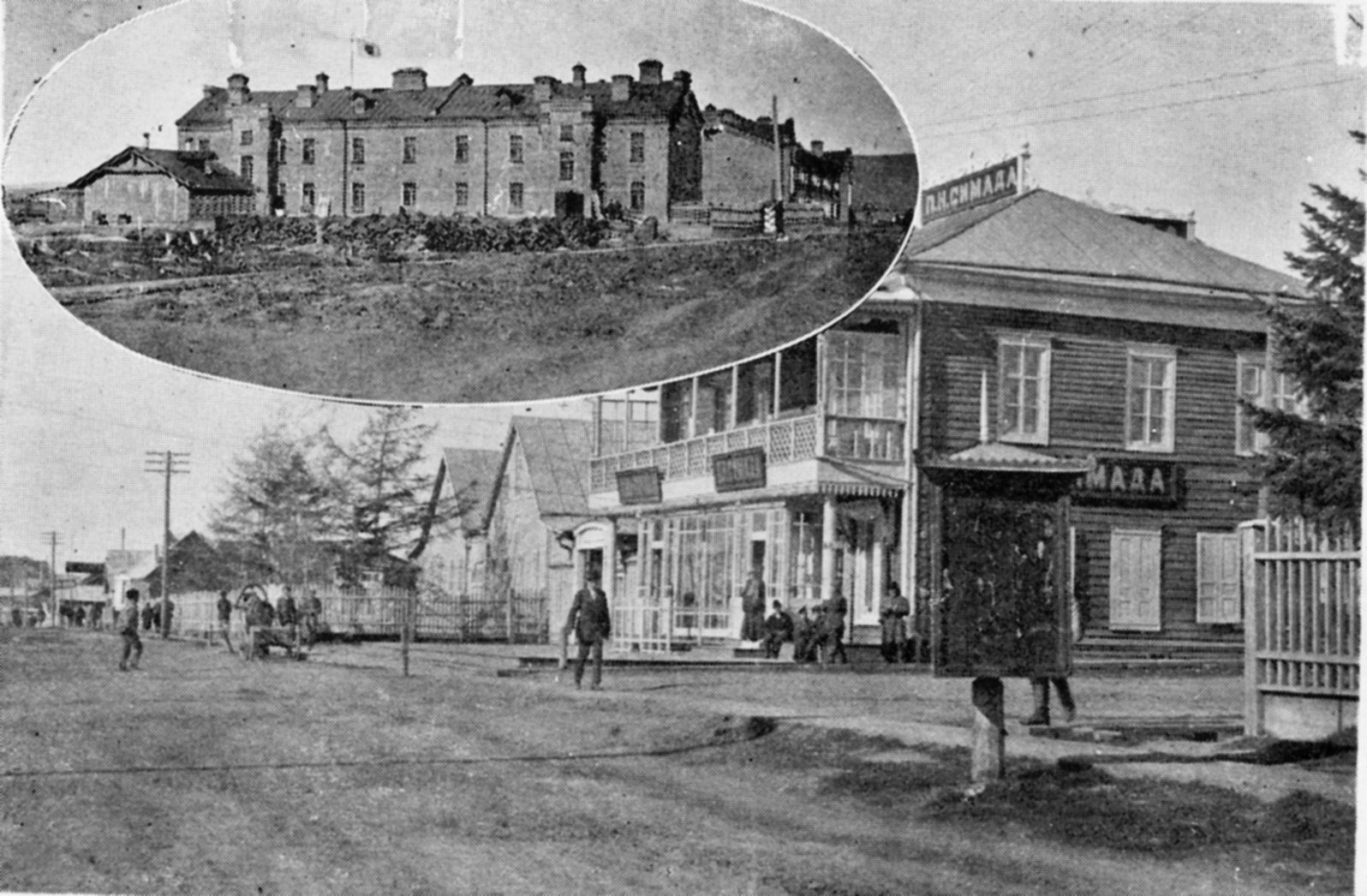
Das Hauptquartier des 3. Bataillons, 2. Regiment, 14. Infanteriedivision während des Nikolajewsk-Zwischenfall in Nikolajewsk am Amur.

Im Zuge der Sibirischen-Intervention Japans zur Unterstützung der Weißen Armee während des Russischen Bürgerkriegs wurde im April 1919 die Division nach Sibirien entsandt. Im März 1920 kam es zum Nikolajewsk-Zwischenfall, indem Soldaten des 3. Bataillons des 2. Infanterie-Regiments zusammen mit der japanischen Zivilbevölkerung in Nikolajewsk durch auf Seiten der Roten Armee kämpfende Partisanen gefangen genommen und ermordet wurden.
1925 wurde das 66. Infanterie-Regiment aufgelöst und durch das 50. ersetzt. 1927 wurde die Division in der Mandschurei stationiert. Dort nahm sie 1932 als Einheit der Kwantung-Armee an der Schlacht um Shanghai teil. 1934 wurde sie nach Japan rückverlegt. 
Bei Beginn des Zweiten Japanisch-Chinesischen Krieges nach dem Zwischenfall an der Marco-Polo-Brücke erfolgte die Verlegung an die Nordchinafront. Am 28. August 1937 wurde die Division unter Generalmajor Doihara Kenji der neu formierten Regionalarmee Nordchina zugeordnet. Nach der Überquerung des Grenzflusses Yongding He am 14. September 1937, folgte die Besetzung der Stadt Baoding und der Vormarsch entlang der Bahnlinie Peiping-Hankou, der bis Anfang November 1937 andauerte. Bei der Stadt Anyang gelang es der 14. Division einen chinesischen Gegenangriff abzuwehren, sie blieb aber bis zum Februar 1938 in Stellungen bei der Stadt. Es folgte ein Angriff entlang des westlichen Ufers des Gelben Flusses, der bis zum 26. Februar fortgesetzt wurde. Anschließend wurde die Division in das Gebiet um die Stadt Pu am Ufer des Gelben Flusses verlegt, wo sie bis Anfang Mai in Bereitschaft lag. Am 14. Mai 1938 gelang die Eroberung der Stadt Hotse. Ermutigt von dem Erfolg befahl Doihara einen Angriff in westlicher Richtung nach Kaifeng. Die dann in der Schlacht von Lanfeng eingeschlossene Division musste am 24. Mai von anderen japanischen Einheiten entsetzt werden und sich seit dem 27. Mai wieder zurückziehen. 
Im August 1939 wurde die Division nach Japan beordert, wo sie das 50. Infanterie-Regiment an die neuaufgestellte 29. Division abgab, weil sie in eine Triangulare Division mit drei Regimentern umgewandelt wurde. Ab August desselben Jahres wurde sie wieder in der Mandschurei eingesetzt.
Im April 1944 verlegte die Division von der Mandschurei auf die Palau-Inseln. Bei der Schlacht um die Palau-Inseln von September bis November 1944 wurden das 2. Infanterie-Regiment sowie das 2. und 3. Bataillon des 15. Infanterie-Regimentes auf Peleliu nahezu völlig vernichtet. Das 1. Bataillon des 59. Infanterie-Regimentes ereilte auf Angaur dasselbe Schicksal. Die restlichen Divisionsteile auf den anderen Inseln der Inselgruppe erlitten bis Kriegsende schwere Verluste durch Luftangriffe und Hunger ohne direkten Kampfeinsatz.

## Gliederung

### 1905
- 27. Brigade
  - 53. Infanterie-Regiment
  - 54. Infanterie-Regiment
- 28. Brigade
  - 55. Infanterie-Regiment
  - 56. Infanterie-Regiment
- 14. Kavallerie-Regiment
- 14. Artillerie-Regiment

### 1937
- 27. Brigade
  - 2. Infanterie-Regiment
  - 59. Infanterie-Regiment
- 28. Brigade
  - 15. Infanterie-Regiment
  - 50. Infanterie-Regiment
- 14. Kavallerie-Regiment
- 14. Artillerie-Regiment

### Zu Kriegsende
- 2. Infanterie-Regiment
- 15. Infanterie-Regiment
- 59. Infanterie-Regiment
- Divisions-Nachrichtenabteilung
- Divisions-Waffeninstandsetzungsabteilung
- Divisions-Versorgungsabteilung
- Divisions-Feldspital
- Divisions-Wasseraufbereitungsabteilung
- Divisions-Panzerabteilung
- 23. Feldflugplatz-Baueinheit
- Stab der 57. Versorgungseinheit
- 42. selbständiges Kfz-Bataillon
- 123. Etappenspital
- 23. Wasseraufbereitungs-Feldeinheit

## Führung
Divisionskommandeure
- Tsuchiya Mitsuharu, Generalleutnant: 6. Juli 1905 – 6. Juli 1906
- Sameshima Shigeo, Generalleutnant: 6. Juli 1906 – 6. September 1911
- Uehara Yusaku, Generalleutnant: 6. September 1911 – 5. April 1912
- Yamada Chuzaburo, Generalleutnant: 12. April 1912 – 21. Januar 1916
- Kurita Naohachiro, Generalleutnant: 21. Januar 1916 – 1. November 1919
- Shirozu Tan, Generalleutnant: 1. November 1919 – 3. Juni 1921
- Asakuno Kanjuro, Generalleutnant: 3. Juni 1921 – 4. Februar 1924
- Suzuki Takao, Generalleutnant: 4. Februar 1924 – 20. August 1924
- Oshima Matahiko, Generalleutnant: 20. August 1924 – 2. März 1926
- Miyaji Kusugawa (Hisatoshi ?), Generalleutnant: 2. März 1926 – 1. August 1929
- Matsuki Akira, Generalleutnant: 1. August 1929 – 1. August 1933
- Hata Shunroku, Generalleutnant: 1. August 1933 – 2. Dezember 1935
- Suematsu Shigeharu, Generalleutnant: 2. Dezember 1935 – 1. März 1937
- Doihara Kenji, Generalleutnant: 1. März 1937 – 18. Juni 1938
- Iseki Takamasa (Ryusho ?), Generalleutnant: 18. Juni 1938 – 9. März 1940
- Kita Seiichi, Generalleutnant: 9. März 1940 – 15. Oktober 1941
- Kawanami Mitsu, Generalleutnant: 15. Oktober 1941 – 1. Dezember 1942
- Noda Kengo, Generalleutnant: 1. Dezember 1942 – 1. Oktober 1943
- Sadae Inoue, Generalleutnant: 1. Oktober 1943 – September 1945